# 和賀神社
和賀神社（わかじんじゃ）は、広島県竹原市新庄町に鎮座する神社である。旧県社で、小早川神社とも呼ばれる。
木村城西麓、賀茂川東岸、国道432号線沿いに鎮座する。

## 祭神
小早川隆景公を祀る。

## 歴史
- 1597年（慶長2年）創建。
- 1889年（明治22年）現在地へ移転[2]。

## 境内
本殿と舞殿がある。